# Parum tristis
Parum tristis är en fjärilsart som beskrevs av Felix Bryk 1944. Parum tristis ingår i släktet Parum och familjen svärmare. Inga underarter finns listade i Catalogue of Life.